# 弗谢沃洛德·梅耶荷德

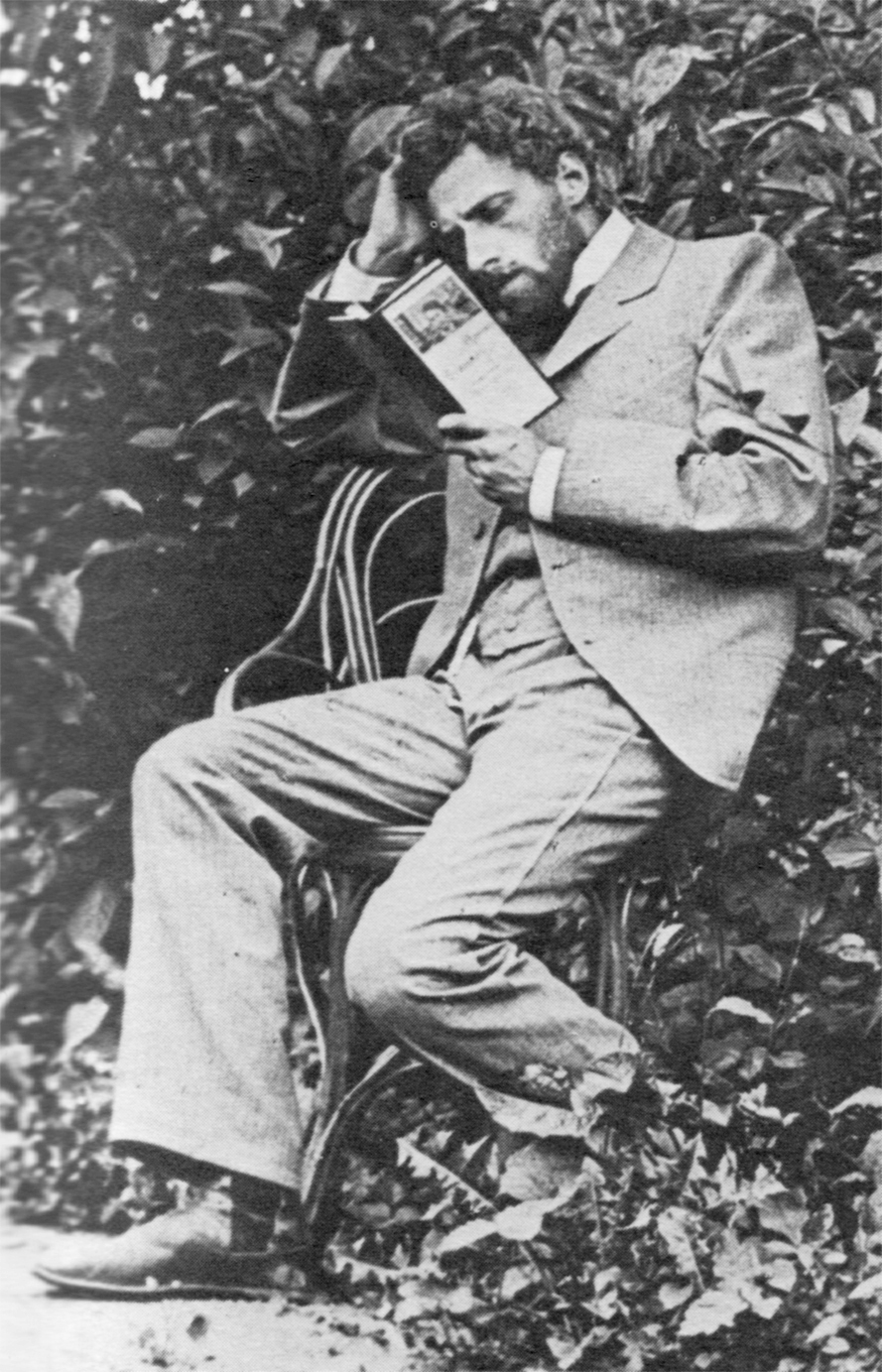
梅耶荷德

弗谢沃洛德·埃米利耶维奇·梅耶荷德（俄语：Все́волод Эми́льевич Мейерхо́льд，1874年2月10日—1940年2月2日），著名苏联戏剧导演，1940年被斯大林处决，苏共二十大后被平反。

## 生平
1874年，出生。
1896年，在戏剧艺术学校学习。
1898年，进入莫斯科艺术剧院。
1902年，从事独立剧团戏剧表演。
1905年，应邀回莫斯科。
1906年，任科米萨尔日芙斯卡娅剧院总导演。
1908年，任彼得堡亚历山得拉剧院、玛林斯基剧院导演。
1913年，出版《论戏剧》。
1918年，加入共产党。
1920年，创办梅耶荷德剧院。
1940年，处决。
1955年，平反。